# Ukroboronprom

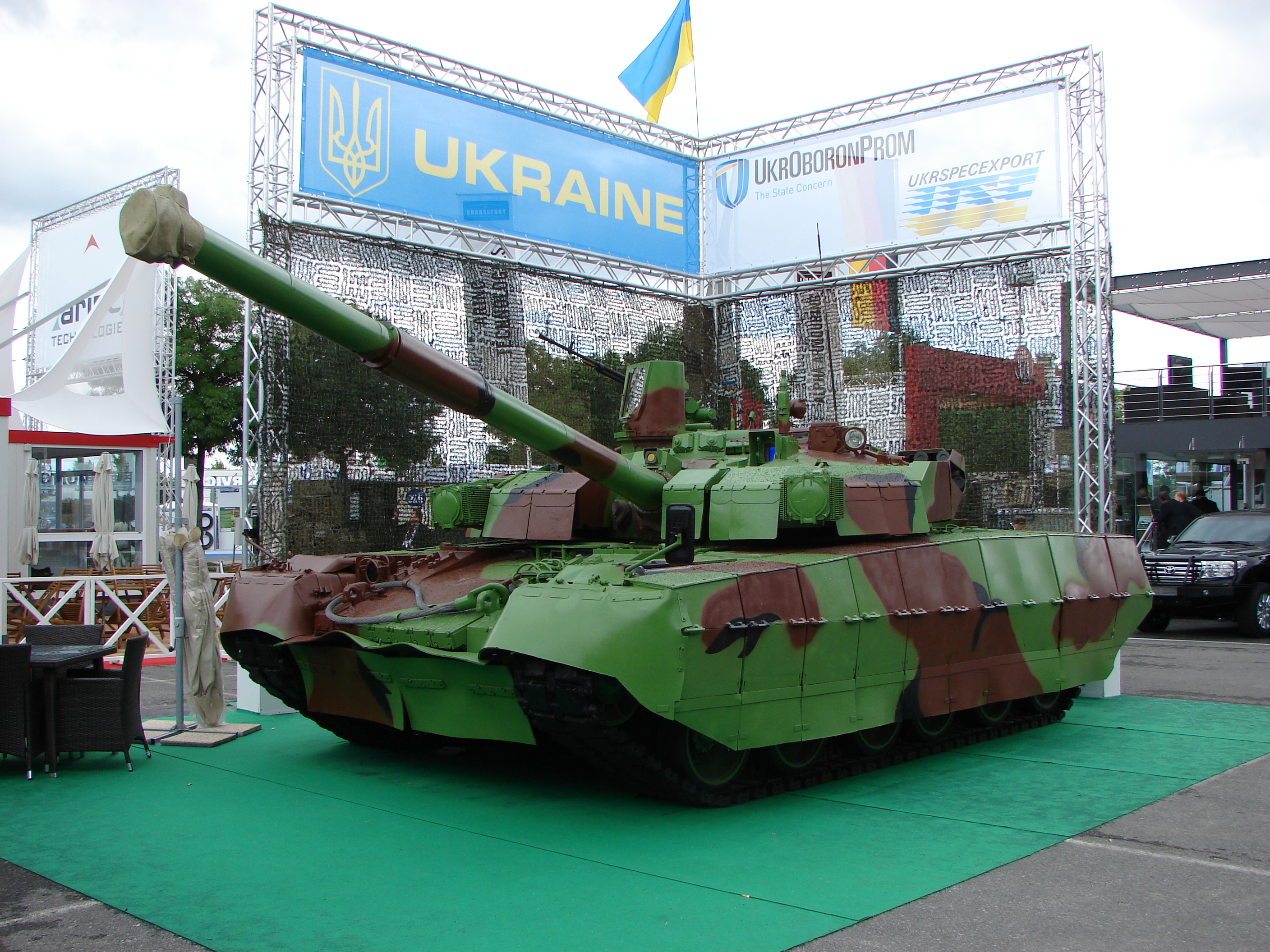
Ein BM Oplot auf dem Messestand von Ukroboronprom bei der Rüstungsmesse Eurosatory (2012)

Ukroboronprom (ukrainisch Укроборонпром, kurz UOP; auf Deutsch Ukrainische Verteidigungsindustrie (von українська оборонна промисловість)) ist ein Staatskonzern, der eine Vereinigung von Unternehmen verschiedener Sektoren der ukrainischen Rüstungsindustrie darstellt. Nach einem Kabinettsbeschluss vom 21. März 2023 wurde das Unternehmen umfirmiert in: Ukrainian Defense Industry.

## Geschichte
Der Konzern wurde im Dezember 2010 infolge von Kabinettsbeschlüssen gegründet.
Im Oktober 2013 gab der Konzern den Beginn eines großangelegten Restrukturierungsprogramms bekannt, um damit zumindest einen Teil der Missstände innerhalb der ukrainischen Rüstungsindustrie zu beheben und diese für gemeinsame Projekte mit anderen Staaten zu stärken.
2015 – nach der Besetzung der Krim – wurde der Export nach Russland beendet.
2020 umfasste das Konglomerat 137 Unternehmen, davon 21 in den von Russland besetzten Gebieten, mit rund 67.000 Mitarbeitern, die einen Umsatz von 37,5 Milliarden Hrywnja (≈ 1,2 Mrd. USD) erwirtschafteten.
Am 13. Juli 2021 wurde das Gesetz zur Umwandlung des staatlichen Konzerns, einschließlich von Tochtergesellschaften, in eine Aktiengesellschaft verabschiedet.
Nach dem russischen Überfall haben die tschechische und die ukrainische Regierung vereinbart, in der Rüstungsproduktion enger zusammenzuarbeiten, insbesondere solle mit Ukroboronprom ein „gemeinsamer Verteidigungscluster“ gebildet und deren Mitarbeiter in tschechischen Werken eingesetzt werden. Im Mai 2023 berichtete Rheinmetall über ein Joint Venture mit Ukroboronprom zur Herstellung und Wartung von Kampfpanzern des Typs Panther. Im Juni 2024 wurde bekanntgegeben, dass auch ein Werk zur Reparatur und Wartung des Schützenpanzers Marder eröffnet wurde.
Jurij Hussjew war seit Dezember 2020 Chef des Konzerns und wurde per Dekret des Präsidenten Wolodymyr Selenskyj vom 27. Juni 2023 entlassen. Bemängelt wurde eine zu geringe Produktion der Kurzstreckenrakete Hrim-2. Ihm nachfolgen soll Herman Smetanin, bisher Chef des Panzerwerks in Charkiw.

## Organisation
Der Konzern umfasst Unternehmen, die in der Entwicklung, Herstellung, Verkauf, Reparatur, Modernisierung und Entsorgung von Waffen, Militär- und Spezialausrüstung sowie Munition tätig sind und sich an der militärisch-technischen Zusammenarbeit mit ausländischen Staaten beteiligen. Die Möglichkeit, wissenschaftliche, experimentelle, industrielle Unternehmen und spezielle Exporteure in einer einzigen Verwaltungsstruktur zusammenzufassen, ist hierbei als Hauptmotivation zu verstehen. Die Gründung von „Ukroboronprom“ stellte die effektivere Organisation eines Innovationszyklus „Forschung – Entwicklung – Serienproduktion – Verbrauch (Vertrieb) – Service – Nutzung“ in Aussicht.
Ebenso gehört auch das 1996 per Erlass der ukrainischen Regierung für den Export und Import von Rüstungsgütern und Dienstleistungen gegründete Unternehmen Ukrspecexport dazu, das die bis dahin selbständigen Rüstungsunternehmen UkrinMash, Progress und Ukroboronservice übernommen hatte. Später kamen Promoboronexport (bis 2020), SpersTechnoExport und Tasco-Export als weitere Tochterunternehmen hinzu. Ukrspecexport ist seit seinem Bestehen in mehr als 90 Ländern aktiv.
Ukrspecexport geriet 2010 in die Kritik, weil dessen Manager gegenüber US-Diplomaten bestritten, Waffen, darunter 33 T-72 Panzer, an die seinerzeit unter Sanktionen gestandene Rebellenregierung von Südsudan geliefert zu haben, obwohl Whistleblower den Transport über Kenia 2008 offengelegt hatten.

## Unternehmen
Zum Konzern zählen unter anderem die folgenden Unternehmen:
- KrAZ
- Antonow
- ChKMB
- Malyschew-Werk
- Mykolajiw Schiffswerft
- Konstruktionsbüro Luch
- Iwtschenko Progress
- Forschungs- und Designzentrum für Schiffbau